# زائدة صفر
الزائدة الصفر (والصفر هنا صفة) من زوائد تصريف كلمة ما تكون بألا تصرف الكلمة تصريفا حقيقيا، أي ألا تطرأ على بنيتها أية زيادة.
الاشتقاق بالزيادة الصفر (زيادة مجازية) هو المعروف بالتحويل.

## أمثلة
تمثل الزائدة الصفر بعلامة المجموعة الخالية (مجموعة خالية) عند بعض من علماء اللغة من غير العرب.
في ما يلي مثال من اللغة العربية واللغة المنجابونجية شيء من تصريف فعل غسل (lipis لبس) إذ لا توجد زيادة، أو قل توجد زيادة صفر لأصل الكلمة عند تصريفها إلى ضمير الغائب في كلتي اللغتين:
| ضمير    | منجابونجية | عربية | زائدة تصريف |
| ------- | ---------- | ----- | ----------- |
| متكلم   | آلبس       | غسلت  | آ- (-ت)     |
| مخاطب   | جالبس      | غسلت  | جا- (-ت)    |
| مخاطبون | ألبس       | غسلتم | أ- (-تم)    |
| غائب    | لبس        | غسل   | صفر         |
| غائبون  | لالبس      | غسلوا | لا- (-وا)   |